# Маверик (филм)
„Маверик“ (на английски: Maverick) е американска уестърн комедия от 1994 г. на режисьора Ричард Донър по сценарий на Уиляд Голдман, базиран на едноименния сериал от 1957 г.
В него Мел Гибсън изпълнява ролята на картоиграча и измамник Брет Маверик, който събира пари с цел да участва в игра на покер с големи залози. Във филма участват още Джоди Фостър, Джеймс Гарнър, Греъм Грийн, Джеймс Кобърн и Алфред Молина.

## Български дублаж
Филмът се излъчва по Канал 1 на 6 януари 2001 г от екип в състав:
| Преводач            | Александър Ванчев                                                                            |
| Редактор            | Тодор Игнатов                                                                                |
| Тонрежисьор         | Николай Пефев                                                                                |
| Режисьор на дублажа | Петя Силянова                                                                                |
| Озвучаващи артисти  | Албена Павлова Маргарита Тодорова Петър Върбанов Янко Лозанов Иван Петрушинов Владимир Колев |